# Rangiroa (Polynésie française)
Pour l’article homonyme, voir Rangiroa.
Rangiroa est une commune de la Polynésie française dans l'archipel des Tuamotu. Le chef-lieu de cette dernière est Rangiroa.

## Géographie
La commune est composée de trois atolls et une île séparée :
| Atoll ou Île        | village principal | Population 2017 | terres émergées (km²) | lagon (km²) | Coordonnées           |
| ------------------- | ----------------- | --------------- | --------------------- | ----------- | --------------------- |
| Rangiroa1           | Tiputa            | 2 709           | 79                    | 1 446       | 15° 07′ S, 147° 37′ O |
| Tikehau1            | Tuherahera        | 560             | 20                    | 400         | 15° 01′ S, 148° 10′ O |
| Mataiva1            | Pahua             | 294             | 16                    | 25          | 14° 53′ S, 148° 40′ O |
| Makatea1            | Moumu             | 94              | 24                    | -           | 15° 51′ S, 148° 15′ O |
| commune de Rangiroa | Avatoru           | 3 657           | 139                   | 1 871       |                       |

1 Commune associée

## Toponymie
Signifie Ciel immense en paumotu.

## Démographie
L'évolution du nombre d'habitants est connue à travers les recensements de la population effectués dans la commune depuis 1971. À partir de 2006, les populations légales des communes sont publiées annuellement par l'Insee, mais la loi relative à la démocratie de proximité du 27 février 2002 a, dans ses articles consacrés au recensement de la population, instauré des recensements de la population tous les cinq ans en Nouvelle-Calédonie, en Polynésie française, à Mayotte et dans les îles Wallis-et-Futuna, ce qui n’était pas le cas auparavant. Pour la commune, le premier recensement exhaustif entrant dans le cadre du nouveau dispositif a été réalisé en 2002, les précédents recensements ont eu lieu en 1996, 1988, 1983, 1977 et 1971.
En 2017, la commune comptait 3 657 habitants, en augmentation de 11,46 % par rapport à 2012
| 1971  | 1977  | 1983  | 1988  | 1996  | 2002  | 2007  | 2012  | 2017  |
| ----- | ----- | ----- | ----- | ----- | ----- | ----- | ----- | ----- |
| 1 412 | 1 427 | 1 674 | 1 874 | 2 624 | 3 016 | 3 210 | 3 281 | 3 657 |

| 2022  | - | - | - | - | - | - | - | - |
| ----- | - | - | - | - | - | - | - | - |
| 3 761 | - | - | - | - | - | - | - | - |

## Politique et administration

### Liste des maires
| Période                                  | Période       | Identité         | Étiquette                             | Qualité |
| ---------------------------------------- | ------------- | ---------------- | ------------------------------------- | --- |
| ?                                        | 1989          | Riquet Marère    |                                       | Suppléant du député Émile Vernaudon                                                                                          |
| 1989                                     | 14 avril 2021 | Teina Maraeura   | Te niu hau manahune Tapura huiraatira | Membre de l'Assemblée de la Polynésie française (2018 → ) 2e vice-président de l'Assemblée (2018 → ) Démissionnaire d'office |
| 30 avril 2021                            | En cours      | Tahuhu Maraeura, |                                       | Ancien premier adjoint Fils du précédent                                                                                     |
| Les données manquantes sont à compléter. |               |                  |                                       | |

## Économie
La perliculture est une filière l'emblématique de la Polynésie française. Avec 60% des recettes d'exportation, il s'agit de la deuxième ressource propre du territoire après le tourisme.
L'atoll de Rangiroa abrite le Centre des métiers de la nacre et de la perliculture (CMNP). Cette école enseigne l'ensemble des techniques et connaissances liées à la nacre et à la perle. Cela regroupe notamment le colletage des naissains de nacre, l'opération de greffe et la commercialisation de la perle.
Les 3 formations proposées débouchent sur la délivrance d'une attestation de formation professionnelle  :
- technicien perlicole,
- spécialisation à la greffe perlière, 
- perfectionnement à la greffe perlière.

## Lieux et monuments
- Cette île possède un petit aéroport.

- Église Sainte-Thérèse-de-l'Enfant-Jésus de Mataiva.
- Église Notre-Dame-de-Paix de Tiputa.
- Église Saint-Michel d'Avatoru.
- Église Saint-Nicodème de Tikehau.
- Temple protestant d'Avatoru.